# Santiago Fernández (remero)
Santiago Fernández (San Fernando, 1977) es un remero argentino. Participó en los Juegos Olímpicos de Atenas 2004 donde terminó en la cuarta posición y en los Juegos Olímpicos de Londres 2012, donde finalizó 10º. También representó a su país en los Juegos Olímpicos de 1996 y 2008.

## Logros
- Premio Olimpia de plata en 1994 y 2002.
- 1 medalla de plata en los Juegos Panamericanos de 2003 de Santo Domingo.
- 1 medalla de oro en los Juegos Odesur de Río de Janeiro 2002 en la prueba de doble par junto a su hermano Sebastián Fernández.
- 1 Medalla de oro en los Juegos Panamericanos 2007 en la modalidad de scull individual.
- 1 Medalla de plata en los Juegos Panamericanos 2007 en la modalidad cuatro pares de remos cortos.
- Premio Konex 2010 - Diploma al Mérito.
- Campeón de la Regata Head of the Charles, Boston, Estados Unidos, octubre de 2006.
- 1 medalla de oro en los Juegos Panamericanos 2011 en la modalidad cuatro pares de remos cortos.